# Gyermekvasút
Gyermekvasút (česky: Dětská železnice) je úzkorozchodná železnice v Budapešti, obsluhovaná výhradně dětmi ve věku 10 až 15 let.

## Železnice
Tato ojedinělá dráha byla vybudována maďarskými mládežníky v letech 1948 – 1950 a až do roku 1990, nesla název Úttörővasút (Pionýrská železnice). Obsluhu této tratě tvoří zásadně děti ve věku 10 až 14 let, které by v budoucnu chtěly pracovat pro MÁV. Mají na starosti vše od řízení vlakového provozu přes vypravování vlaků ze stanic až po kontrolu jízdních dokladů ve vlaku.

### Zajímavosti
Velkou zajímavostí je rovněž 198 metrů dlouhý tunel, který byl postaven pro větší vzrušení z jízdy. Staniční budova Hűvösvölgy hostí Gyermekvasutas Múzeum (Dětské Železniční muzeum), které vystavuje především exponáty připomínající historii bývalé pionýrské železnice.

### Vozidla
Na většině vlaků se používají motorové lokomotivy rumunské výroby řady Mk45. Dále pak také dvě unikátní parní lokomotivy 490 039 a 490 056 ze série MÁV 490.

### Doprava a jízdné
Gyermekvasút se rozkládá v rozlehlém parku hornaté části Budy ve XII. a II. obvodě. Je v provozu denně od 9 do 16 hodin. Cena jízdného je 800 forintů nebo 1400 forintů za zpáteční jízdenku.
K počáteční stanici Széchenyihegy se lze dostat další železniční zajímavostí a to Fogaskerekű vasút (Ozubnicovou dráhou). Ta jezdí v 15minutových intervalech mezi Széchenyi-hegy a Városmajor poblíž rušné křižovatky Széll Kálmán tér